# Teen Choice Awards
Teen Choice Awards (tạm dịch: Giải thưởng Lựa chọn Thiếu niên) là giải thưởng hằng năm được phát sóng trên kênh truyền hình Fox nhằm vinh danh những thành tựu nổi bật nhất trong năm ở các lĩnh vực âm nhạc, điện ảnh, thể thao, truyền hình, thời trang,... được bầu chọn bởi các khán giả nằm trong độ tuổi teen (tức 13 đến 19 tuổi). Người thắng cuộc nhận được một chiếc ván lướt sóng có trang trí họa tiết đại diện cho lễ trao giải của năm đó. Chương trình có sự góp mặt của nhiều ngôi sao tên tuổi trong làng giải trí.